# Сювари, Аднан
Аднан Сювари (1926—1991) — турецкий футбольный тренер.

## Биография
Сювари играл в баскетбол в Высшем экономическом училище Измира. После окончания училища он изучал текстильное машиностроение. Также играл в футбол в Измире.
Сювари окончил тренерские курсы в Лондоне. Через полтора после его возвращения в Турцию он возглавил «Каршияку». После увольнения в октябре 1960 года он помогал тренеру «Гёзтепе» Андрашу Куттику. В 1961 году Сювари был назначен главным тренером «Гёзтепе» после того, как Куттик отправился в «Бешикташ». В 1966 году Сювари стал тренером сборной Турции. В течение трёх лет он совмещал работу в клубе и сборной. Он руководил сборной в отборе на чемпионат Европы 1968 года, но не смог вывести команду в финальную часть. В товарищеской игре против Польши 24 апреля 1968 года Турция потерпела самое крупное поражение в истории — 8:0. Он покинул сборную в 1970 году.
В «Гёзтепе» Сювари с 1962 года использовал тактику 4-3-3, ключевым нападающим в этой схеме был Февзи Земзем. Также Сювари пытался применять тактику тотального футбола. В сезоне 1964/65 «Гёзтепе» сыграл на Кубке Ярмарок. Однако в этом и следующих двух сезонах клуб выбывал от первого же соперника. Тем не менее, в сезоне 1968/69 «Гёзтепе» дошёл до полуфинала Кубка Ярмарок, а в следующем сезоне — до четвертьфинала Кубка обладателей кубков УЕФА. Помимо успеха в Европе, он выиграл два кубка Турции и Суперкубок.
В 1970 году после смерти своего брата Себахаттина Аднан Сувари вступил в конфликт с руководством «Гёзтепе» и подал в отставку. Во время паузы в тренерской карьере Сувари в 1972 году женился и стал отцом двух дочерей. Он работал в Турецкой футбольной федерации и занялся страховым бизнесом.
Сювари скончался от сердечного приступа в Анталье 6 июня 1991 года. Он похоронен на кладбище Хаджиларкиры в Измире.